# Rosyjska Federacyjna Socjalistyczna Republika Radziecka
Rosyjska Federacyjna Socjalistyczna Republika Radziecka, RFSRR (ros. Российская Советская Федеративная Социалистическая Республика, РСФСР; od 7 listopada 1917 do 19 lipca 1918 Rosyjska Republika Radziecka, ros. Российская Советская Республика, potocznie Rosja Radziecka, Rosja Sowiecka) – w latach 1917–1922 niepodległe państwo; w latach 1922–1991 jedna z republik Związku Socjalistycznych Republik Radzieckich, największa powierzchniowo i ludnościowo.
Powstała jako państwo 8 listopada 1917 roku, po zbrojnym obaleniu przez bolszewików Rządu Tymczasowego Republiki Rosyjskiej premiera Aleksandra Kiereńskiego. 10 lipca 1918 jej najwyższa władza – V Wszechrosyjski Zjazd Rad przyjęła konstytucję, która weszła w życie 19 lipca 1918. Konstytucja ta wprowadziła dla państwa nazwę Rosyjska Federacyjna Socjalistyczna Republika Radziecka, obowiązującą do 1991. W wyniku porozumienia z 30 grudnia 1922 roku rządzone wspólnie przez bolszewików, lecz formalnie niepodległe: Rosyjska FSRR, Ukraińska SRR, Zakaukaska FSRR i Białoruska SRR powołały do życia Związek Socjalistycznych Republik Radzieckich. Od tego momentu RFSRR przestała być suwerennym podmiotem prawa międzynarodowego, stając się de facto najważniejszą z republik ZSRR, na którego organy centralne przeniesiono większość kompetencji władzy państwowej republik związkowych.
W wyniku zawarcia porozumienia białowieskiego (8 XII 1991) i deklaracji o rozwiązaniu ZSRR przyjętej przez Radę Republik Najwyższej Rady ZSRR (26 XII 1991) republika zyskała ponownie niepodległość. Na chwilę po ustąpieniu Gorbaczowa i tuż przed przyjęciem deklaracji o rozwiązaniu ZSRR, Zjazd Narodowych Deputowanych i Rada Najwyższa RFSRR uchwaliły 25 XII 1991 zmianę nazwy państwa na „Federacja Rosyjska – Rosja”. Na mocy dwóch traktatów z Ałmaty (21 XII 1991) Rosji przysługuje stałe miejsce po ZSRR w Radzie Bezpieczeństwa ONZ i wszystkich innych organizacjach międzynarodowych, w tym prawa własności obiektów dyplomatycznych ZSRR. Jednocześnie jako sukcesora ZSRR i jego międzynarodowych zobowiązań wyznaczono Wspólnotę Niepodległych Państw.
Stolicą RFSRR był do lutego 1918 Piotrogród, w lutym 1918, wobec ofensywy armii niemieckiej przeniesiono ją do Moskwy.
Formalną głową republiki był do 1936 przewodniczący Wszechrosyjskiego Centralnego Komitetu Wykonawczego (WCIK), od 1936 przewodniczący Prezydium Rady Najwyższej RFSRR, funkcję szefa rządu pełnił przewodniczący Rady Komisarzy Ludowych RFSRR (do 1946 roku), a później przewodniczący Rady Ministrów RFSRR. Faktyczna władza była skupiona w rękach sekretarza generalnego partii komunistycznej (kolejno RKP(b), WKP(b) i KPZR), rządzącej w formie dyktatury monopartyjnej.

## Symbole państwowe
Początkowo flaga Rosji radzieckiej była barwy czerwonej ze złotym napisem: RFSRR. Od 1954 roku flaga barwy czerwonej zawierała wąski pionowy pas barwy niebieskiej, wizerunki sierpa, młota i gwiazdy. W 1991 roku przywrócono tradycyjną rosyjską trójkolorową flagę. Godło RFSRR zawierało typowe elementy godeł republik związkowych ZSRR. W centralnym miejscu umieszczona była czerwona tarcza, a na niej – złoty sierp i młot.
Pieśń Robotnicza Marsylianka, będąca od 2 marca 1917 roku hymnem państwowym Republiki Rosyjskiej, została odrzucona przez Piotrogrodzką Radę Delegatów Robotniczych i Żołnierskich, którzy 4 kwietnia 1917 roku ogłosili hymnem Międzynarodówkę, zatwierdzoną ostatecznie przez pierwszą Konstytucję RFSRR z 1918 roku. W latach 1944–1990 hymnem RFSRR był zarazem Hymn ZSRR, a w latach 1990–1991 Pieśń Patriotyczna.

## Rewolucja październikowa i budowa nowego systemu władzy
Gdy 6 listopada 1917 Rząd Tymczasowy podjął próby zamknięcia pism bolszewickich, bolszewicy pośpiesznie zorganizowali naradę na której zdecydowano o wcześniejszym wybuchu przygotowywanego uprzednio przewrotu. Miał on być pierwotnie przeprowadzony w przeddzień wyznaczonych na 25 listopada 1917 demokratycznych wyborów do Zgromadzenia Ustawodawczego Rosji (Konstytuanty). Ostatecznie o dacie bolszewickiego powstania przesądził termin II Wszechzwiązkowego Zjazdu Rad, który miał rozpocząć obrady 7 listopada i który Lenin chciał postawić przed faktem dokonanym przejęcia władzy przez bolszewików. Sygnałem rozpoczęcia przewrotu miał być wystrzał artyleryjski ślepą amunicją z zakotwiczonego na Newie krążownika Aurora. W nocy z 6/7 listopada oddziały Czerwonej Gwardii i wojskowi, którzy opowiedzieli się po stronie bolszewików, zajęli bez walki budynki użyteczności publicznej w Piotrogrodzie, wymieniając ochronę obiektów. Pałac Zimowy, siedziba Rządu Tymczasowego został zajęty, członkowie rządu aresztowani, a premier Aleksander Kiereński potajemnie opuścił miasto. 8 listopada 1917 wydano odezwę „Do robotników, żołnierzy i chłopów” w której bolszewicy poinformowali o obaleniu Rządu Tymczasowego.
9 listopada 1917 na otwartym II Zjeździe Rad zawiadomiono o utworzeniu Rady Komisarzy Ludowych jako Tymczasowego Rządu Robotników i Chłopów, składającego się tylko z działaczy bolszewickich. Pozostałe ugrupowania socjalistów – mienszewicy i eserowcy oskarżyły bolszewików o zamach stanu i hipokryzję. Twierdzili oni iż kryzys w Rosji rozwiązać należy metodami pokojowymi i powinien zostać powołany rząd koalicyjny złożony z przedstawicieli wszystkich partii socjalistycznych. W proteście przeciwko radykalnym działaniom bolszewików, mienszewicy i eserowcy wycofali się z obrad II Zjazdu Rad i wraz z kadetami utworzyli Komitet Ocalenia Ojczyzny i Rewolucji. Za koalicją z bolszewikami na ich warunkach opowiedzieli się tylko lewicowi eserowcy, którzy w grudniu założyli nową partię, która otrzymała miejsca w Radzie Komisarzy Ludowych. Na Zjeździe zniesiono karę śmierci na froncie i przekazano władzę w terenie w ręce rad. Zjazd powołał nowy Wszechrosyjski Centralny Komitet Wykonawczy składający się ze 101 członków (62 bolszewików i 29 eserowców lewicowych).
Jednym z pierwszych dekretów Rady Komisarzy Ludowych był wydany 10 listopada „Dekret o prasie” zabraniający wydań „kontrrewolucyjnych” – czyli „tymczasowo” przywracający zniesioną przez rewolucję lutową cenzurę.
Utworzono Czeka, czyli nieograniczony prawem organ policyjnych represji wobec przeciwników politycznych (określanych od lipca-września 1918 oficjalnie jako czerwony terror), na którego czele stanął Feliks Dzierżyński.
Demokratyczne wybory do Konstytuanty odbyły się 12 listopada?/25 listopada 1917 – już po obaleniu Rządu Tymczasowego i przejęciu władzy przez bolszewików przy frekwencji ok. 50%. W wyborach uczestniczyło 44,4 mln uprawnionych do głosowania. Eserowcy zdobyli 40%, bolszewicy 23,9%, kadeci 4,7%, mienszewicy 2,3%.
5 stycznia?/18 stycznia 1918 w Pałacu Taurydzkim odbyło się pierwsze i jedyne posiedzenie Zgromadzenia. Przewodniczącym Zgromadzenia został wybrany Wiktor Czernow z partii socjalistów-rewolucjonistów (eserowców). Masowe demonstracje uliczne w Piotrogrodzie w obronie Zgromadzenia zostały stłumione przez bolszewików przy użyciu broni palnej. Bolszewicy zażądali od Zgromadzenia uchwalenia zrzeczenia się uprawnień legislacyjnych. Zgromadzenie miało zatwierdzić wszystkie dekrety już wydane przez Radę Komisarzy Ludowych, a następnie odroczyć obrady. Kluczowy punkt przedstawionej przez bolszewików uchwały brzmiał: Zgromadzenie Konstytucyjne uważa, że zadania jego wyczerpują się na ustanowieniu głównych podstaw socjalistycznej przebudowy społeczeństwa. Wniosek został odrzucony większością 237 przeciw 136 głosom. Po odrzuceniu przez Konstytuantę wniosku bolszewików, ci opuścili posiedzenie, oświadczając, że Zgromadzenie opanowali „kontrrewolucjoniści”. Zgromadzenie kontynuowało obrady. O 2.30 nad ranem salę posiedzeń opuścili sprzymierzeni z bolszewikami lewicowi eserowcy. O godz. 4 nad ranem, gdy Wiktor Czernow ogłaszał zniesienie prywatnej własności ziemi, bolszewicka ochrona pałacu zażądała zakończenia posiedzenia. Czernow kontynuował obrady jeszcze przez 20 minut, po czym pod presją wkraczających do sali dalszych uzbrojonych oddziałów bolszewickich odroczył posiedzenie do godziny 17. tego samego dnia. Zgromadzenie już nigdy więcej się nie zebrało. 6 stycznia?/19 stycznia wydano dekret Rady Komisarzy Ludowych o rozwiązaniu Konstytuanty jako zgromadzenia kontrrewolucyjnego.

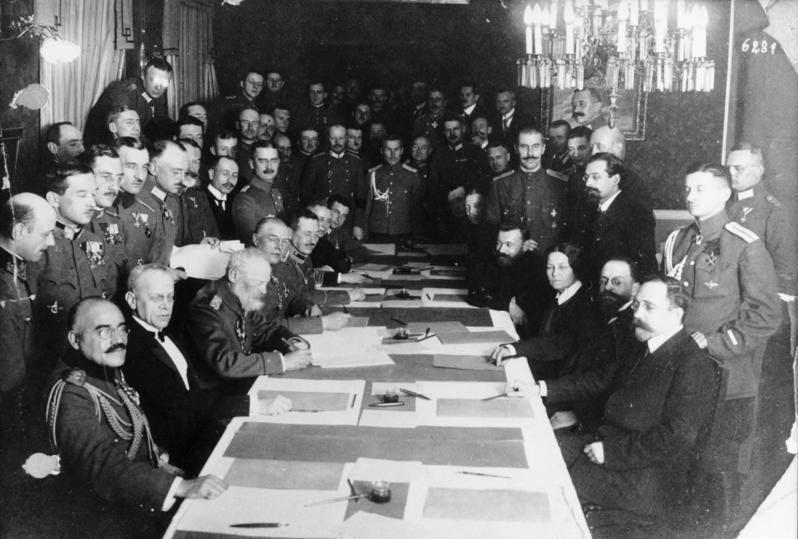
Podpisanie zawieszenia broni z Państwami Centralnymi 15.12.1917

3 marca 1918 w Brześciu, po ostrym kryzysie wewnątrz partii bolszewickiej, Rada Komisarzy Ludowych zawarła traktat pokojowy pomiędzy RFSRR a Państwami Centralnymi, kończący I wojnę światową na froncie wschodnim. Równolegle, zawarty 9 lutego 1918 traktat pokojowy Państw Centralnych z proklamowaną po przejęciu władzy w Rosji przez bolszewików Ukraińską Republiką Ludową umożliwił okupację terytorium Ukraińskiej Republiki Ludowej przez armie niemiecką i austro-węgierską. Niemcy okupowali również terytoria krajów bałtyckich i Białoruś. Obawiając się, że nacierająca po zerwaniu rozejmu w lutym 1918 armia niemiecka może stanowić zagrożenie dla stolicy i władzy bolszewików, w końcu lutego 1918 roku rząd bolszewicki przeniósł stolicę z Piotrogrodu do Moskwy. Ogłoszono wówczas, że jest to środek tymczasowy. Na VII zjeździe SDPRR(b) obradującym w dniach 6–8 marca 1918, partia przyjęła nową oficjalną nazwę – Rosyjska Partia Komunistyczna (bolszewików) (RKP(b)). Partia de facto sprawowała rzeczywistą władzę w Rosji a jej członkowie zdominowali instytucje rządowe. Zjazd w tajnej rezolucji upoważnił Komitet Centralny do zerwania w każdej chwili wszystkich traktatów zawartych z państwami imperialistycznymi i burżuazyjnymi, jak również do wypowiedzenia im wojny. Tajna rezolucja, choć związana bezpośrednio z traktatem brzeskim, nigdy nie została formalnie unieważniona i upoważniała KC partii komunistycznej do zrywania wedle uznania wszelkich porozumień międzynarodowych zawartych przez rząd sowiecki i wypowiadania wojny wszystkim krajom.
W proteście przeciwko warunkom traktatu brzeskiego lewicowi eserowcy wycofali się z koalicji rządowej w Radzie Komisarzy Ludowych, a po powstaniu w lipcu 1918 zostali ostatecznie usunięci ze struktur państwowych RFSRR.
W ciągu jednego roku czerwoni wydali szereg dekretów, wprowadzały one kontrolę robotniczą (nad przedsiębiorstwami), ośmiogodzinny dzień pracy, proklamowały suwerenność narodów dawnego Imperium, nacjonalizowały banki, znosiły rangi cywilne i stany, wprowadzały rozwody, oddzielały państwo i edukację od cerkwi. W lutym 1918 rozpoczęto formowanie Armii Czerwonej, która miała zastąpić rozpadającą się dotychczasową armię rosyjską.
Wiosną 1918 roku rząd bolszewicki podzielił Rosję na sześć jednostek terytorialnych zwanych obwodami (ros. obłasti), grupujących po kilka guberni. Były to: Moskwa (z dziewięcioma przyległymi guberniami), Ural ze stolicą w Jekaterynburgu, „Północna Komuna Pracujących” (siedem guberni ze stolicą w Piotrogrodzie), obwód północno-zachodni ze stolicą w Smoleńsku, Zachodnia Syberia ze stolicą w Omsku i Syberia Środkowa ze stolicą w Irkucku. Obwody te miały własną administrację, obsadzoną przez inteligencję, zwoływały własne zjazdy rad, niektóre powołały własne rady komisarzy ludowych. Gdzieniegdzie gubernie ogłosiły się „republikami” (gubernie: kazańska, kałuska, riazańska, ufijska, orenburska). Baszkirzy oraz Tatarzy nadwołżańscy powołali republiki narodowe. W czerwcu 1918 na terytorium Rosji istniały co najmniej 33 lokalne „rządy”.

## Wojna domowa
18 stycznia 1918 bolszewicy rozpędzili wybrane w demokratycznych wyborach w listopadzie-grudniu 1917 Zgromadzenie Ustawodawcze Rosji-Konstytuantę, w którym nie posiadali większości (ok. 25% mandatów) i krwawo stłumili pokojowe demonstracje w obronie parlamentu. Oznaczało to, że pokojowe odsunięcie od władzy bolszewików nie jest możliwe, a jedynym sposobem na to pozostaje walka zbrojna. Podpisanie traktatu brzeskiego (3 marca 1918) spowodowało narastanie oporu wewnętrznego i wywołało poparcie Ententy dla ruchu Białych, a po zakończeniu I wojny światowej ograniczoną zewnętrzną interwencję. Za zakończenie wojny domowej jest uważane zajęcie przez Armię Czerwoną Krymu w 1920 roku. Na Dalekim Wschodzie walki trwały jednak do 25 października 1922 roku (zdobycie Władywostoku). W Jakucji starcia zbrojne miały miejsce jeszcze w 1923 roku, a na Półwyspie Czukockim – do połowy 1924 roku.

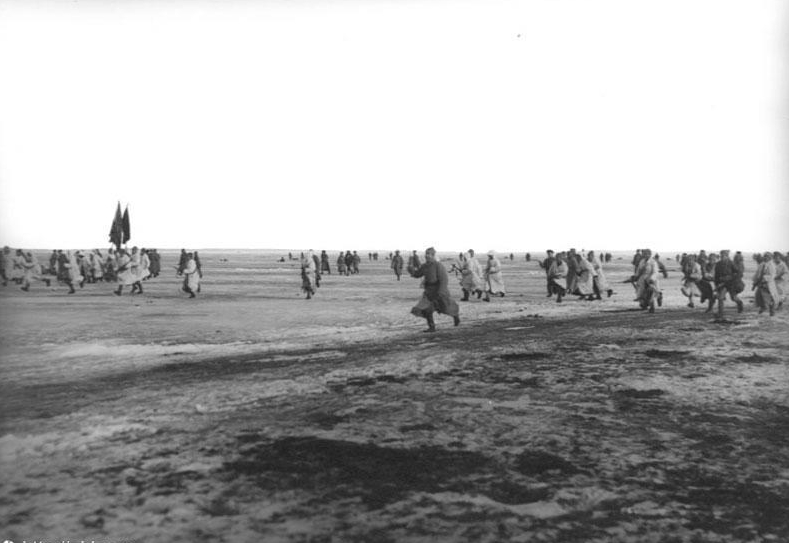
Atak czerwonoarmistów na Kronsztad

Głównym przeciwnikiem bolszewików – czerwonych byli biali. Część zwolenników „białych” była monarchistami, wielu zwolennikami demokratycznej republiki, socjalistami. Biała Armia reprezentowała rosyjski nacjonalizm. Biali zwalczali ruchy narodowe w obrębie przedrewolucyjnych granic Rosji, które utworzyły państwa narodowe i głosili hasło Rosji jednej i niepodzielnej. Bolszewicy werbalnie głosili prawo narodów Rosji do samostanowienia.
Po pokonaniu Sił Zbrojnych Południa Rosji gen. Antona Denikina przez Armię Czerwoną RFSRR okupowała zbrojnie w 1920 Demokratyczną Republikę Azerbejdżanu i Demokratyczną Republikę Armenii. W marcu 1921 Armia Czerwona dokonała inwazji na Demokratyczną Republikę Gruzji, uprzednio uznaną przez władze RFSRR. Azerbejdżan, Armenia i Gruzja zostały przekształcone w marionetkowe republiki sowieckie, tworząc w latach 1922–1936 tzw. Zakaukaską FSRR w składzie ZSRR.
W 1921 roku Armia Czerwona interweniowała w Mongolii przeciwko siłom Bogda Chana, białogwardzistom barona Ungerna-Sternberga i wojskom Republiki Chińskiej. Rewolucjoniści wsparci przez Rosjan powołali Tymczasowy Rząd Ludowy na czele którego stanął Damdin Suche Bator. W czerwcu 1921 siły bolszewickie w sile 10 100 żołnierzy, 20 dział i 4 samolotów wkroczyły do kraju. Oddziały barona zmuszone zostały do wycofania się z kraju. Zwycięzcy rewolucjoniści utworzyli Mongolską Republikę Ludową na czele z Mongolską Partią Ludowo-Rewolucyjną. W 1921 roku z kolei powstała wsparta przez RFSRR Tuwińska Republika Ludowa.
Po zakończeniu wojny domowej bolszewicy krwawo stłumili wystąpienia robotnicze i chłopskie skierowane przeciw systemowi dyktatury partii bolszewickiej. Wszystkie niebolszewickie partie polityczne zostały do 1921 zdelegalizowane (w tym tolerowana do końca 1920 partia mienszewików i Bund), a ich przywódcy aresztowani, zmuszeni do emigracji, lub deportowani za granicę.

## Polityka gospodarcza RFSRR
Pierwszą koncepcją gospodarki przyjętej przez RFSRR był komunizm wojenny, który zakładał nacjonalizację i likwidację prywatnej własności środków produkcji. Komunizm wojenny miał pełnić jedynie funkcję tymczasową. Sam W. Lenin uważał, że w Rosji funkcjonować powinien kapitalizm państwowy. Zaprojektowany przez skrajną lewicę partii komunizm wojenny nie przyniósł spodziewanych korzyści.
W 1921 roku komunizm wojenny zastąpiono dość liberalną Nową Polityką Ekonomiczną (NEP), w ramach której wprowadzono wolny handel i prywatną własność firm. NEP poskutkowała szybką odbudową kraju. Rząd odszedł od nacjonalizacji. W rezultacie inwestycje NEP-u w części wsparte zostały przez inwestorów zagranicznych.

## RFSRR w składzie ZSRR
Początkowo bolszewicy sądzili, że rewolucja rosyjska jest tylko wstępem do rewolucji światowej. Po stłumieniu ruchów rewolucyjnych (którym udało się przejściowo, zwłaszcza na Węgrzech i częściowo w Niemczech przejąć władzę), nieudanej wyprawie na Zachód (tzw. wojna polsko-bolszewicka) oraz załamaniu gospodarki rosyjskiej wskutek eksperymentów komunizmu wojennego, a także zniszczeń wojennych, bolszewicy zostali zmuszeni do zmiany kursu.
W 1921 roku wybuchł głód na Powołżu, który pochłonął 5,1 miliona ofiar. Była to największa katastrofa humanitarna w Europie od czasów czarnej śmierci. Herbert Hoover, amerykański sekretarz handlu, jako przewodniczący Amerykańskiej Organizacji Pomocy (American Relief Organisation) udzielił pomocy finansowej 11 milionom głodujących. Rząd bolszewicki zaoszczędzone w ten sposób fundusze przeznaczył na zakup broni za granicą.

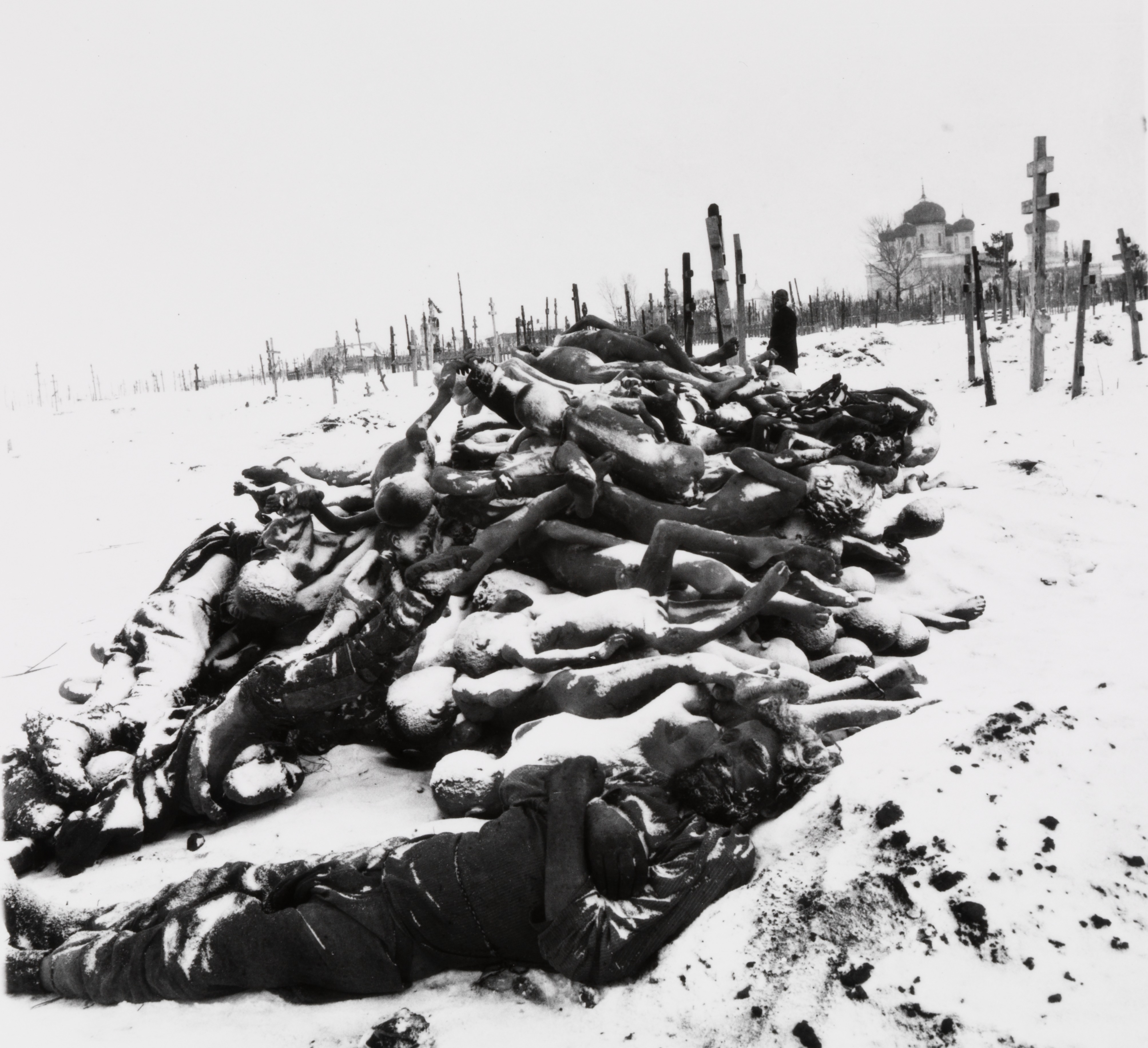
Klęska głodu w Rosji 1920–1921

Bolszewicy siłą stłumili bunty chłopskie, w tym powstanie w guberni tambowskiej pod wodzą Aleksandra Antonowa oraz powstanie marynarzy w Kronsztadzie. W czasie walk z tymi przeciwnikami Armia Czerwona straciła w latach 1921–1922 237 908 żołnierzy.
W 1921 wprowadzono w życie nową gospodarkę rynkową (tak zwany NEP – Nowa Polityka Ekonomiczna), ograniczono terror, zachowując jednak zasadę dyktatury partii (zwanej dyktaturą proletariatu). Jednocześnie postanowiono dokonać umocnienia państwowości. 16 kwietnia 1922 Rosja podpisała z Republiką Weimarską układ w Rapallo, co zapoczątkowało intensywną współpracę niemiecko-sowiecką.
W 1929 partia bolszewicka dokonała zwrotu w polityce wewnętrznej, dokonując przymusowej kolektywizacji rolnictwa, likwidując sektor prywatny w gospodarce i zapoczątkowując budowę państwowego przemysłu ciężkiego w związku z programem zbrojeń Armii Czerwonej. Jednocześnie nastąpiło zaostrzenie terroru policyjnego OGPU, później NKWD. Konsekwencją była sprowokowana klęska głodu, która objęła oprócz Ukrainy również niektóre terytoria RFSRR (Kubań, Powołże) i pochłonęła życie około 6-7 milionów ludzi, z czego minimum 3,3 mln na terytorium Ukraińskiej SRR. W okresie kolektywizacji obozy koncentracyjne istniejące od 1918 zostały przekształcone w masowy system obozów pracy przymusowej (Gułag).
Dokonane 1 grudnia 1934 w niewyjaśnionych do dziś okolicznościach zabójstwo sekretarza WKP(b) w Leningradzie Siergieja Kirowa stało się pretekstem dla Józefa Stalina i jego otoczenia do rozpoczęcia masowego krwawego terroru wobec ludności ZSRR, elit partii bolszewików i wszystkich elit kulturalnych kraju. Okres masowego terroru NKWD w latach 1936–1939 określany jest jako wielki terror lub wielka czystka.

## Terytorium
Republika objęła ziemie dawnego Imperium Rosyjskiego, z wyjątkiem terenów, które uzyskały niepodległość i tym samym niezależność od Rosji (Polska, Litwa, Łotwa, Estonia i Finlandia), przyłączone zostały do innych państw (Besarabia) lub innych republik ZSRR (Ukraina, Białoruś, Transkaukazja). Narodom mieszkającym na terenie republiki przyznano autonomię, w zależności od liczebności grupy był to status: republiki, obwodu autonomicznego, okręgu narodowościowego (w latach 70. przemianowanych na okręgi autonomiczne) lub rejonu narodowego. Autonomię otrzymali m.in. mieszkańcy Karelii (Karelska Autonomiczna Socjalistyczna Republika Radziecka, KASRR), Tatarzy z Kazania i Krymu, Czerkiesi, Czeczeni, Dagestańczycy i Kałmucy.
W latach 1924, 1926 i 1929 sukcesywnie odłączano od RFSRR ziemie białoruskie, wcielone w skład RFSRR w 1920 roku. Były to obszary guberni witebskiej, mohylewskiej oraz części smoleńskiej. Z RFSRR wyłączono wówczas Połock, Witebsk, Homel i Mohylew.
W 1924 roku na terenie RFSRR utworzono Turkiestańską Autonomiczną Socjalistyczną Republikę Radziecką (TASRR), która obejmowała ziemie zamieszkane przez muzułmanów pochodzenia tureckiego, a więc m.in. dawne: Chanat Buchary i Chanat Chiwy, jak również Turkmenistan, określany jako Kazachstan. Stopniowo, aż do 1936 roku terytoria te były odłączane administracyjnie od RFSRR, przyznawano im status republik związkowych w ramach ZSRR. Do 1936 roku utworzono pięć takich republik: Turkmeńską SRR, Tadżycką SRR, Uzbecką SRR, Kirgiską SRR i Kazachską SRR.
W 1940 roku, po wojnie zimowej i aneksji Przesmyku Karelskiego, w Pietrozawodsku powołano do życia kolejną, 12 republikę radziecką: Karelo-Fińską SRR. Tym samym od RFSRR na 16 lat odłączono Karelię, wcieloną do RFSRR z powrotem w 1956 roku, tym razem wraz z miastem Wyborg, które do 1940 roku było częścią Finlandii. Po 1945 roku w skład RFSRR wszedł też jedyny fiński port na Morzu Barentsa, Peczenga (Petsamo).
Po zwycięstwie nad III Rzeszą w 1945 roku do ZSRR przyłączono północną część Prus Wschodnich, z której utworzono obwód królewiecki, eksklawę RFSRR, ze stolicą w Królewcu, którego nazwę zmieniono w 1946 na Kaliningrad.
Po 1945 do RFSRR przyłączono także niektóre tereny Łotewskiej SRR i Estońskiej SRR, oderwane od tych republik decyzją Rady Najwyższej ZSRR. Chodziło wówczas o ziemie wokół miasteczka Pytałowo na Łotwie, oraz tereny wokół Narwy (Iwangorod) w Estonii.
W 1954 roku od RFSRR odłączony został obwód krymski i przekazany przez Nikitę Chruszczowa decyzją Rady Najwyższej ZSRR Ukraińskiej SRR, jako symbol jedności Rosji i Ukrainy w trzechsetną rocznicę ugody perejasławskiej, w praktyce wobec wymogów zagospodarowania regionu.
Po 1955 roku zmiany terytorium RFSRR w szerszym zakresie nie były dokonywane. Doszło jedynie do niewielkich lokalnych korekt granicznych.

Postradziecka flaga rosyjska (1991–1993)

### Republiki autonomiczne
W skład Rosyjskiej FSRR wchodziły liczne republiki autonomiczne. Ich liczba zmieniała się w czasie w związku z likwidowaniem i przekształcaniem tych republik w republiki związkowe.
W latach 1962–1990 – na terenie RFSRR istniały republiki autonomiczne:
- Baszkirska ASRR
- Buriacka ASRR
- Czeczeńsko-Inguska ASRR
- Czuwaska ASRR
- Dagestańska ASRR
- Jakucka ASRR
- Kabardyjsko-Bałkarska ASRR
- Kałmucka ASRR
- Karelska ASRR
- Komijska ASRR
- Maryjska ASRR
- Mordwińska ASRR
- Północnoosetyjska ASRR
- Tatarska ASRR
- Tuwińska ASRR
- Udmurcka ASRR

W okresach wcześniejszych w skład Rosyjskiej FSRR wchodziły także:
- Górska ASRR (1921–1924); w 1924 podzielona między różne narodowe autonomiczne jednostki administracyjne
- Kabardyjska ASRR (1944–1957); w 1957 r. przekształcona w Kabardyjsko-Bałkarską ASRR
- Karakałpacka ASRR (1932–1936; następnie w składzie Uzbeckiej SRR)
- Kazachska ASRR (1920–1936), do 1925 r. pod nazwą Kirgiska ASRR; w 1936 r. przekształcona w Kazachską SRR
- Kirgiska ASRR (1926–1936); w 1936 r. przekształcona w Kirgiską SRR
- Krymska ASRR (1921–1945), zlikwidowana w 1945 po wysiedleniu Tatarów krymskich w 1944, przekształcona w obwód krymski RFSRR
- Niemiecka Nadwołżańska ASRR (1918–1941); zlikwidowana po ataku III Rzeszy na ZSRR i deportacji Niemców nadwołżańskich do Azji
- Turkiestańska ASRR (1918–1924); w 1924 r. zlikwidowana; jej obszary weszły w skład nowo utworzonych: Uzbeckiej SRR, Turkmeńskiej SRR, oraz Rosyjskiej FSRR (Karakałpacki OA)